# Malmbäcks kyrka
Malmbäcks kyrka är en kyrkobyggnad i Malmbäck i Jönköpings län i Småland. Den tillhör Malmbäcks församling i Växjö stift.

## Kyrkobyggnaden
Den första kyrkan uppfördes troligen på 1100- eller 1200-talet.  År 1817 förstördes den gamla kyrkan och den friliggande klockstapeln av en våldsam brand orsakad av ett blixtnedslag. Endast ett fåtal av inventarierna kunde räddas, bland annat det krucifix som nu är placerat på altaret i nuvarande kyrka. Vidare räddades någon ljuskrona, predikstolen, en svart mässkrud, en del ljusstakar, kyrkans nattvardssilver och brudkronan.
En ny kyrka byggdes 1827- 28. Den uppfördes i sten, spritputsad och vitkalkad i  empirestil efter ritningar av  Per Wilhelm Palmroth vid  Överintendentsämbetet. Kyrkan  invigdes 1828 av biskop Esaias Tegnér. 
Vid uppförandet  av kyrkobyggnaden  bevarades delar av den norra väggen som således  ingår i nuvarande långhuset   tillsammans med den medeltida kyrkans sakristia, som fortfarande är intakt.(Sakristian fungerar numera som bisättningsrum).  Långhuset avslutades ursprungligen med en rak korvägg med  två fönster i öster. 1908  skedde  en ombyggnad av koret som gjordes lägre och smalare och fick karaktär av korabsid.På vardera sida om korabsiden byggdes ny sakristia och förrådsutrymmen. Entré till kyrkan är belägen i tornbyggnaden  i väster men även vid  södra långväggen. Tornet försågs vid kyrkans uppförande  med tidsenlig öppen lanternin, krönt av förgyllt kors. Interiören är av  salkyrkokaraktär med trätunnvalv. Korbågen är försedd med inskriptionsbandet  >>HERREN LÅTE SITT ANSIGTE LYSA ÖFVER Dig<<. Vid renovering 1908 återinsattes  den predikstol som funnits i gamla kyrkan och som tillhörde de inventarier man lyckats rädda undan lågorna vid branden 1817. 

## Inventarier

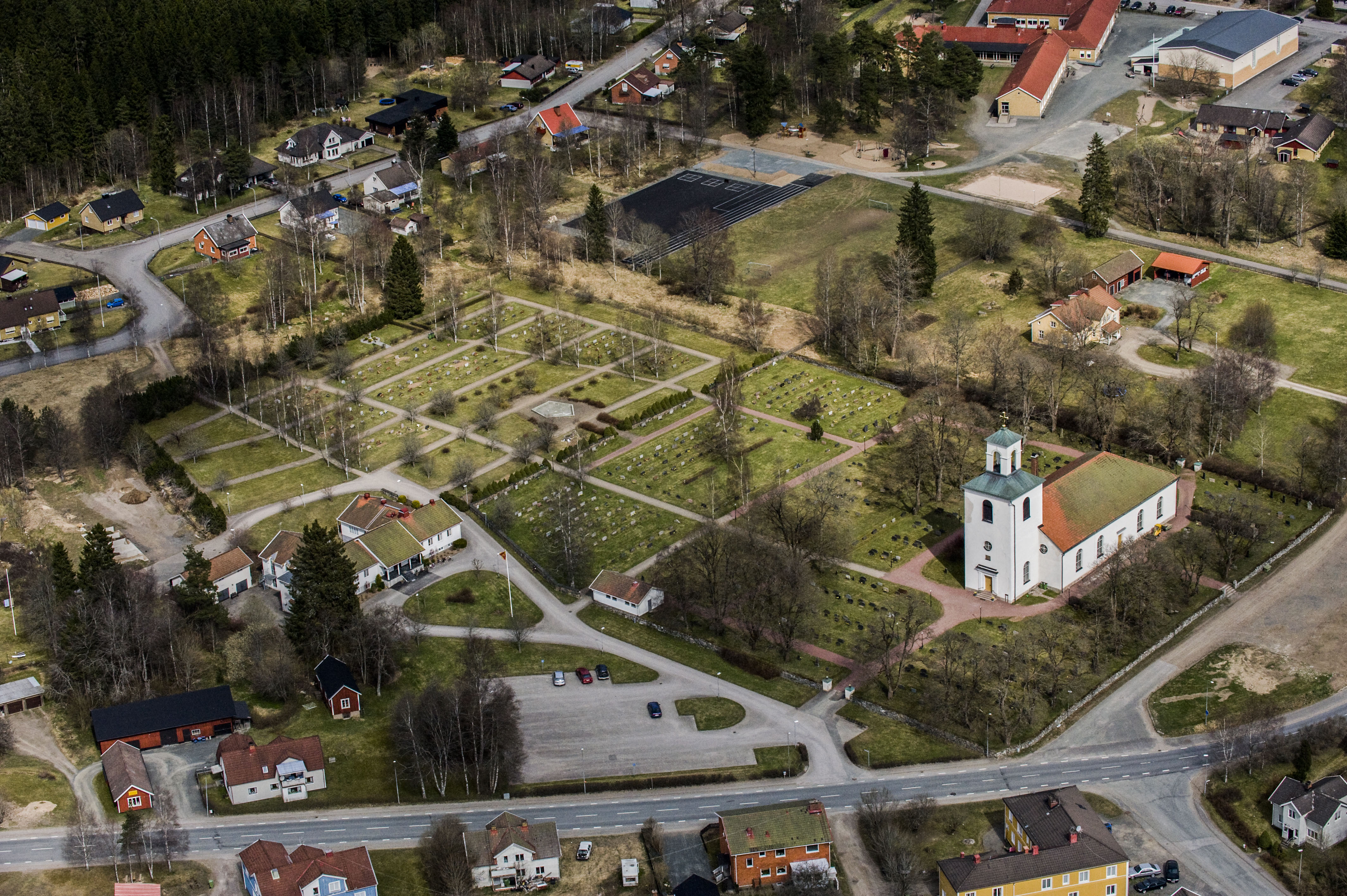
Flygfoto av Malmbäcks kyrka.

- Predikstolen från 1728 tillverkad av bildhuggare Sven Segervall
- Altarprydnaden består av ett stort snidat och guldfärgat kors behängt med törnekrans och linneduk. Bakom korset en målning på korväggen föreställande Jerusalem utförd 1830 av C E Tellander.
- Ny altarring  tillkom 1969.
- Dopfunten är från 1948 i ljus granit.
- Den öppna bänkinredning ersatte den ursprungliga slutna 1908.
- Orgelläktare försedd med speglar på bröstet och läktarunderbyggnad.

## Orgel
- 1739 byggde Lars Solberg, Norra Sandsjö och hade 7 eller 9 stämmor.[1]
- 1797 byggde Lars Strömblad en orgel. Orgeln förstördes 1817 i en eldsvåda.
- 1830 byggdes en orgel av Johan Nikolaus Söderling, Göteborg.
- Vid renovering 1909 erhöll kyrkan sin nuvarande orgel. Den är byggd av Johannes Magnusson, Göteborg och omdisponerad 1964 av Frede Aagaard. Fasaden är från 1830 års orgel.

| Huvudverk I    | Svällverk II      | Pedal       | Koppel   |
| Borduna 16´    | Kvintatön 8´      | Subbas 16´  | I/P      |
| Rörflöjt 8´    | Pommer 4´         | Koralbas 4´ | II/P     |
| Principal 4'   | Principal 2'      |             | II/I     |
| Gedaktflöjt 4' | Cymbel 2 chor     |             | I 4'/I   |
| Kvinta 2 2/3'  | Crescendosvällare |             | II 4'/II |
| Blockflöjt 2'  |                   |             |          |
| Mixtur 3 kor   |                   |             |          |

### Kororgel
- 1979 bygger Nels Munck Mogensen, Hovmantorp en mekanisk kororgel.

| Manual       | Pedal      | Koppel  |
| Gedakt 8'    | Subbas 16´ | Man/Ped |
| Rörflöjt 4'  | Gedakt 8´  | II/P    |
| Svegel 2'    |            |         |
| Quint 1 1/3' |            |         |
| Sivflöjt 1'  |            |         |